# Gare de Cornil
Gare de Cornil vasútállomás Franciaországban, Cornil településen.

## Vasútvonalak
Az állomást az alábbi vasútvonalak érintik:

## Kapcsolódó állomások
A vasútállomáshoz az alábbi állomások vannak a legközelebb:
- Gare d’Aubazine - Saint-Hilaire
- Gare de Tulle